# Kira (miasto)
Kira – miasto w południowo-środkowej Ugandzie w dystrykcie Wakiso, liczy ponad 317 tys. mieszkańców, co czyni je trzecim co do wielkości miastem w kraju. Znajduje się w pobliżu stolicy kraju – Kampali. 
W Kira znajduje się największy stadion piłkarski w Ugandzie Nelson Mandela National Stadium.